# Joseph M. Devine
Joseph McMurray Devine (* 15. März 1861 in Wheeling, Virginia; † 31. August 1938 in Mandan, North Dakota) war ein US-amerikanischer Politiker und von 1898 bis 1899 der 6. Gouverneur des Bundesstaates North Dakota.

## Frühe Jahre
Der im heutigen West Virginia geborene Joseph Devine besuchte die örtlichen Schulen seiner Heimat. Anschließend studierte er an der University of West Virginia in Morgantown. Im Jahr 1884 zog er in das LaMoure County im damaligen Dakota-Territorium. Dort war er zehn Jahre lang Schulrat.

## Politische Laufbahn
Als Mitglied der Republikanischen Partei wurde Devine im Jahr 1896 zum Vizegouverneur seines Staates gewählt. Als der amtierende Gouverneur Frank A. Briggs im August 1898 an Tuberkulose verstarb, musste Devine dessen Amtszeit beenden. Diese belief sich auf knapp fünf Monate bis zum 3. Januar 1899. In dieser Zeit hat Devine vor allem die Schulpolitik gefördert.
Nach dem Ende seiner kurzen Amtszeit wurde er zwischen 1899 und 1901 nochmals Vizegouverneur. Er blieb auch in seinem weiteren Leben dem Schulwesen verbunden. Seine letzte politische Position hatte er zwischen 1923 und 1933 als Leiter der Einwanderungsbehörde von North Dakota inne. Danach zog er sich in den Ruhestand zurück. Joseph Devine starb im August 1938. Er war zweimal verheiratet und hatte insgesamt vier Kinder.